# Kate Malone
 (septembre 2015).
Si vous disposez d'ouvrages ou d'articles de référence ou si vous connaissez des sites web de qualité traitant du thème abordé ici, merci de compléter l'article en donnant les références utiles à sa vérifiabilité et en les liant à la section « Notes et références ».
Pour les articles homonymes, voir Malone.
Kate Malone, née en 1959 à Londres, est une artiste céramiste anglaise qui réalise ses œuvres dans son atelier à Londres.